# 黄笔螺
黄笔螺（学名：Mitra pellisserpentis），是新腹足目笔螺科笔螺属的一种。主要分布于印度尼西亚、台湾，常栖息在潮间带岩礁。